# Kolegium jezuitów w Braniewie

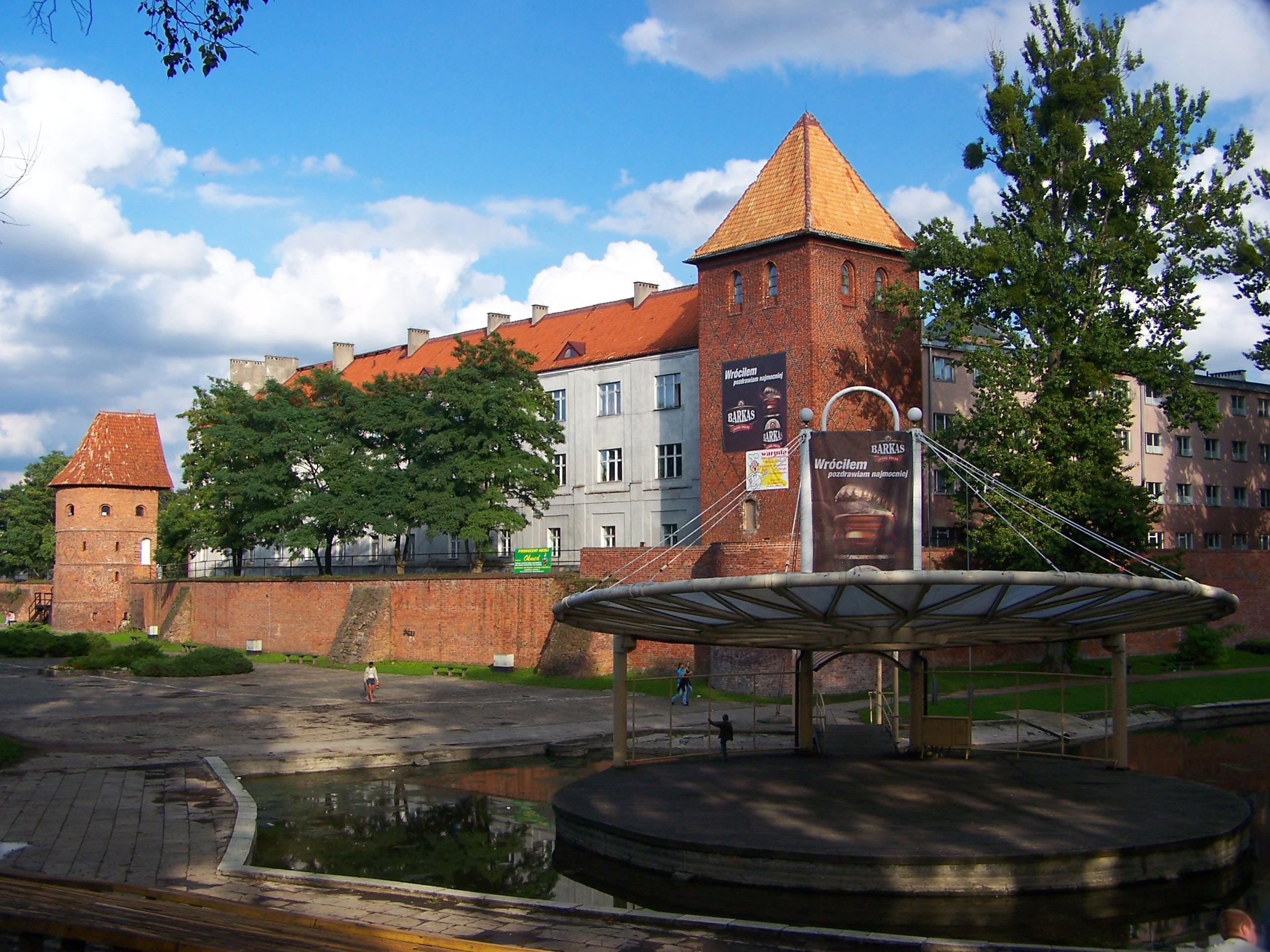
Zabudowania kolegium

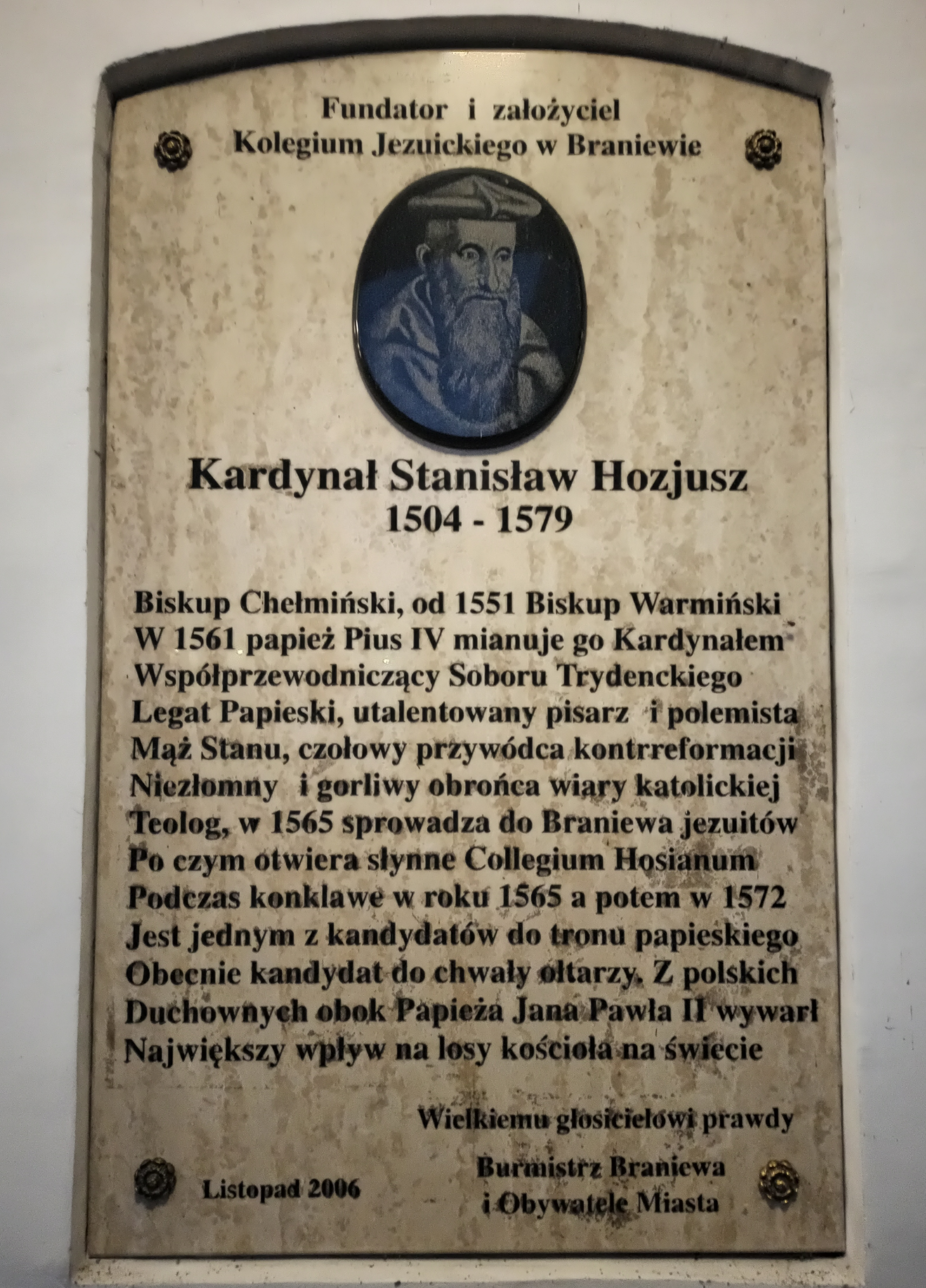
Tablica upamiętniająca Stanisława Hozjusza na budynku założonego przez kardynała w 1565 Collegium Hosianum w Braniewie, pierwszego na ziemiach polskich seminarium kształcącego przyszłych księży

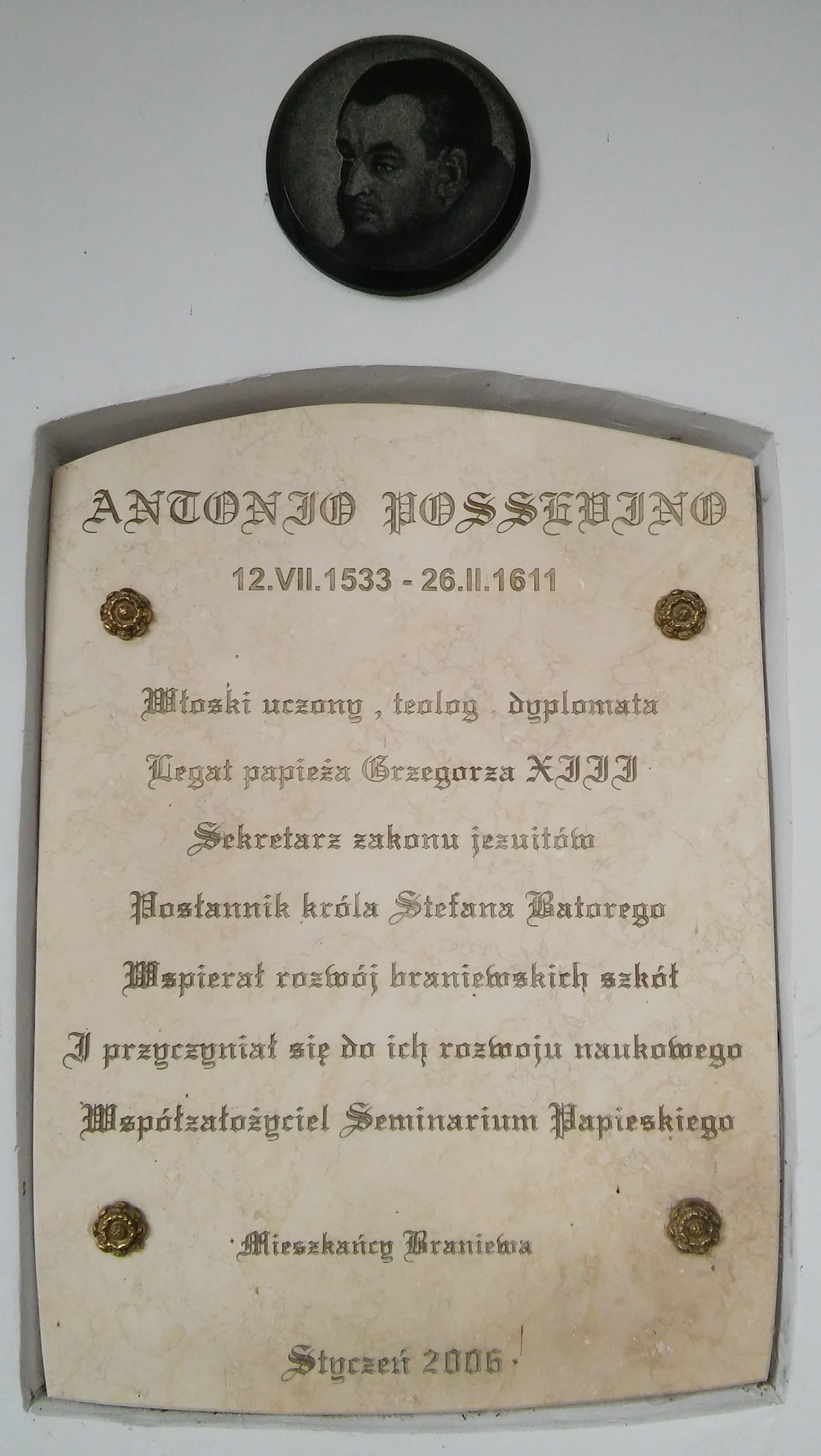
Tablica na budynku byłego Collegium Hosianum upamiętniająca jego współzałożyciela Antonia Possevina

Kolegium jezuitów w Braniewie (Collegium Hosianum) – uczelnia jezuicka, pierwsza tego typu Polsce, prowadzona w Braniewie od 1565. W 1780 przekształcona w Gymnasium Academikum.

## Historia
Pierwsi jezuici osiedlili się w braniewskim klasztorze pofranciszkańskim już w pierwszym roku działalności zakonu w Polsce – 8 stycznia 1565. Mimo trudnych przez cały XVI wiek warunków materialnych (fundacja przeznaczona była dla 20 osób, podczas gdy liczba jezuitów dochodziła do 80) założyli szybko kolejne placówki oświatowe: gimnazjum (1565), konwikt szlachecki (1565), Seminarium Duchowne (1567), nowicjat (1569), Seminarium Papieskie (1578), bursę dla ubogich studentów (1582).
Kolegium zostało otwarte w klasztorze pofranciszkańskim, którego restauracja możliwa była dzięki funduszom diecezji warmińskiej. Kolegium mieściło się w części zachodniej, konwikt w części północnej, w części wschodniej mieściła się szkoła. Pełne gimnazjum, otwarte w 1565, początkowo było niewielkie i liczyło pięć standardowych klas (od infimy do retoryki). Warunki lokalowe były trudne, sale niewielkie, szkołę bojkotowali protestanci. Dochodziło też w początkowym okresie istnienia szkoły do sporów między młodzieżą polską a niemiecką.
Na tle innych szkół jezuickich w Polsce kolegium braniewskie wyróżniało się rozszerzonym programem – od 1566 uczono w nim języka niemieckiego, matematyki, śpiewu i dialektyki. Po otwarciu seminarium diecezjalnego, a następnie Seminarium Papieskiego, wprowadzono w 1567 niektóre przedmioty teologiczne, a od 1592 także filozoficzne. Liczba uczniów była niewielka – w XVI i XVII w. wahała się między 130 a 300. Szkoła miała przy tym charakter międzynarodowy.
Kolegium zostało zamknięte po zajęciu Braniewa przez króla szwedzkiego Gustawa Adolfa w 1626. Otworzono je ponownie dopiero w 1637. W 1646 warunki lokalowe szkoły poprawiły się znacznie, gdyż kanonik warmiński Maciej Montanus wybudował nowy, obszerny gmach. Ponowna przerwa w działalności przypadła na wojnę polsko-szwedzką w latach 1655–1658.
W wieku XVIII w kolegium wykładano nauki humanistyczne, filozofię, teologię, matematykę, języki grecki i hebrajski. W 1701 wniesiono do Rzymu memoriał o przekształcenie kolegium w uniwersytet. W 1743 zakupili jezuici od miasta plac pod budowę nowego kolegium, które wzniesiono w następnych latach.
W 1780, po kasacie jezuitów, kolegium zostało przekształcone przez władze pruskie w Gymnasium Academikum, a od 1818 w Królewskie Liceum Hosianum, przemianowane w 1912 na Akademię Państwową. W III Rzeszy Hermann-von-Salza-Schule. Szkołę zamknięto tuż przed nadciągającym frontem 6 lutego 1945 roku. W wyniku zniszczeń wojennych budynek popadł w ruinę. Od 1964 kontynuowana jest tu znów nauka, już tylko w zakresie szkoły zawodowej i średniej. Współcześnie obiekt jest siedzibą Zespołu Szkół Zawodowych im. Jana Liszewskiego oraz Muzeum Ziemi Braniewskiej.

## Źródła dochodów
Stałe dochody placówki jezuickiej w Braniewie wynosiły: w 1603 – 700 złotych polskich, w 1622 – 2540 złotych polskich, w 1651 – 3530 złotych polskich, w 1681 – 2263 złotych polskich, w 1730 – 3102 złotych polskich, w 1764 – 5680 złotych polskich. Należały do niej (w różnych okresach) m.in. majątki Althof (Stary Dwór), Bleishöfen, Christburg (Kiszpork), Daszkowo, Dębiniec, Hansdorf (Ławice), Hiplau, Hirsfelde, Julienshöhe (Julianowo), Klajzak, Krossen (Krosno), Labuch (Łabuchy), Neukirchen (Nowa Cerkiew), Petlików, Rothflies, Ruciana Góra, Sanków, Turznice, Wangory i Wronie.

## Seminarium Papieskie
Seminarium Papieskie (Alumnat Papieski), erygowane oficjalnie 15 marca 1581, zostało założone z inicjatywy Antonia Possevina. Miało ono służyć młodzieży z krajów protestanckich, która po ukończeniu Seminarium miała wracać do swoich krajów i działać na rzecz ich rekatolizacji. Rektor Jan Drews pod koniec XVII w. rozbudował dla kolegium gmach Kamiennego Domu, przy którym urządził ozdobny ogród z fontannami.
Po skończeniu szkoły średniej alumni zazwyczaj udawali się do Wilna, by w jezuickiej Akademii Wileńskiej studiować filozofię i teologię. W XVI w. liczba alumnów wynosiła od 23 do 40. Od 1586 przy Seminarium istniało też tzw. Kolegium szwedzkie.

## Seminarium diecezjalne
Seminarium diecezjalne, służące diecezji warmińskiej, zostało ufundowane przez Stanisława Hozjusza w 1567 i otwarte 25 listopada 1567. W XVI w. uczyło się w nim od 17 do 24 kleryków. Na jego czele stał przeważnie rektor kolegium, a wychowaniem kierował prefekt, później nazywany regensem. Mieściło się w budynku Bractwa Kapłańskiego.

## Nowicjat
Nowicjat Towarzystwa Jezusowego otwarto w Braniewie w 1569. Pierwszym kandydatem był Michał Chałkowski, którego egzamin odbył się 15 czerwca 1569. W latach 1569–1575 o przyjęcie do zakonu ubiegało się 128 osób, z czego większość stanowili Polacy, choć było też wielu Niemców z Warmii i całych Prus. Pierwszym mistrzem nowicjatu został Szkot Robert Abercrombie.
Nowicjat mieścił się początkowo w gmachu kolegium, następnie w budynku opuszczonym przez konwikt. W 1586 przeniesiono go do Krakowa.

## Konwikt szlachecki
Konwikt szlachecki, ufundowany przez Stanisława Hozjusza w 1565, przeznaczony był przede wszystkim dla polskiej młodzieży szlacheckiej. W XVI w. pracowało w nim dwóch lub więcej jezuitów, a liczba uczniów wahała się od 30 do 70. Początkowo mieścił się w północnym skrzydle kolegium, w latach 1582–1589 otrzymał nowy, obszerny dom mogący pomieścić do 100 uczniów. W XVIII w. bursa i konwikt miały wspólnego prefekta.

## Bursa dla ubogich studentów
Bursa dla ubogich studentów powstała w 1582 dzięki fundacji biskupa Marcina Kromera i kanoników warmińskich. Założeniem było, by jej najlepsi uczniowie zasilali Seminarium Duchowne. Liczyła w XVI w. od 22 do 60 uczniów. Finansowana była początkowo głównie z darowizn, w 1620 student Jan Raspheldt z Monasteru wyposażył ją w 50 talarów i 8 morgów łąk. W wieku XVIII miała zawsze wspólnego prefekta z konwiktem.

## Teatr szkolny
Teatr szkolny czynny był od początku działalności jezuitów w Braniewie do kasaty zakonu. Wystawiano nie tylko przedstawienia z okazji uroczystości religijnych, dialogi i deklamacje, ale też (od 1569) całe dramaty religijne.

## Biblioteka
Biblioteka kolegium powstała w 1565. Objęła istniejącą już wcześniej bibliotekę franciszkańską, w której skład wchodziła też część księgozbiór Tomasza Wernera, kanonika warmińskiego z 1498. W XVI w. wzbogaciła się o dary Stanisława Hozjusza i kapituły fromborskiej, księgozbiór jezuitów szwedzkich z Gramunkeholmen włączony w 1580 oraz zakupy – w latach 1569–1584 zakupiono w Królewcu i Poznaniu książki o łącznej wartości ponad 1000 marek. Pierwszy katalog, autorski tematyczny, sporządzono w 1570, a uzupełniono w 1605.
W 1626 licząca wtedy ponad 1300 dzieł biblioteka została wraz z katalogami wywieziona przez Szwedów do Uppsali. Wywieziono także biblioteki Seminarium Diecezjalnego i Seminarium Papieskiego. Książki te zachowały się do dzisiaj – jest wśród nich 430 inkunabułów, wiele cennych rękopisów jezuickich, a także książki, które stanowiły własność Mikołaja Kopernika.
Odnowienie biblioteki po wznowieniu działalności kolegium było możliwe dzięki darowiznom. Do najważniejszych należały księgozbiór kanonika Steisona z Dobrego Miasta ofiarowany przez niego w 1643, księgozbiór lekarza nadwornego króla duńskiego Jana de Petra Fontini, należący wcześniej do Bartłomieja Nigrinusa księgozbiór teologa królewskiego Jerzego Schönhoffa oraz księgozbiór proboszcza kapituły Wojciecha Rudnickiego. Także po potopie szwedzkim jezuici otrzymali kilka (choć już mniejszych) księgozbiorów.
W pierwszym dziesięcioleciu XVIII w. gruntownie uporządkowano bibliotekę, m.in. oprawiając 200 zniszczonych książek. Drukarnia jezuicka w Braniewie posiadała własną introligatornię, sama także dostarczała bibliotece wiele książek. W latach 50. XVIII w. pomieszczenie biblioteki otrzymało artystyczny wystrój.
Po kasacie Towarzystwa Jezusowego część zbiorów uległa rozproszeniu, większość przeszła na rzecz braniewskiego gimnazjum. W 1817 zapoznał się z nimi Julian Ursyn Niemcewicz – obejmowała ona 4000 książek, w tym obszerny zbiór piśmiennictwa polskiego.

## Wybrani studenci
W latach 1604–1607 w kolegium jezuitów w Braniewie studiował Piotr Jerzy Kostka, późniejszy podkomorzy i chorąży Malborka. Był pierwszym, który dokonał w 1622 roku przekładu madrygałów poety Giambattista Marino.
W latach 1614–1617 w kolegium jezuitów w Braniewie studiował Maciej Kazimierz Sarbiewski, poeta baroku.

## Mistrzowie nowicjatu
- Robert Abercrombie 1569-74
- Filip Jakub Widmanstadt 1574-78
- Michał Holbaum 1578-82
- Robert Abercrombie 1582-86

## Prefekci i regensi Seminarium Papieskiego
- Wilhelm Schepper 1581-85
- Paweł Bucholtz 1585-90
- Franciszek Petrosa 1593-96 i 1597-98
- Michał Salpa 1596-97
- Engelbert Kolert 1604-6
- Szymon Hein 1609-10
- Filip Frisius 1614-17
- Piotr Klinger 1618-19
- Jan Aust 1619-20
- Michał Hillavius 1623-26 i 1638-39
- Szymon Berendt 1641-46
- Jan Rywocki 1646-48 i 1658-60
- Tomasz Klage 1648-50
- Grzegorz Hintz 1652-53
- Bernard Roth 1653-55 i 1661-84
- Andrzej Klinger 1660-61
- Jan Sigismundi 1684-86
- Jan Schwang 1686-92, 1703-5 i 1709-10
- Jan Drews 1692-94, 1697-99 i 1705-9
- Jakub Berent 1694-97 i 1699-1703
- Tobiasz Arent 1710-13
- Andrzej Thatter 1713-14
- Aleksander Karwat 1714-16
- Adam Rostkowski 1716-17
- Tomasz Krüger 1717-18
- Jerzy Bombek 1718-20
- Urban Alschutt 1720-23
- Jerzy Gerigk 1723-25
- Józef Rudomina 1726-28
- Michał Nahser 1728-31
- Ignacy Wilkinowicz 1731-35
- Michał Paunicz 1735-36
- Wawrzyniec Eyrich 1736-39
- Szymon Keychel 1740-43
- Antoni Loupia 1743-45
- Marcin Bystrzycki 1745-49
- Józef Franciszkowski 1746-47
- Piotr Cimmerman 1748-54 i 1763-70
- Wojciech Harasch 1754-60 i 1772-73
- Jan Hartman 1770-71
- Szymon Heyn 1771-72
- Piotr Laschki 1773-74

## Prefekci i regensi Seminarium Diecezjalnego
- Krzysztof a Finibus 1567-72
- Jan Winzerer 1572-82
- Andrzej Busau 1582-85
- Jan Kunig Schönovianus 1585-86
- Jan Uberus 1586-91
- Paweł Bucholtz 1591-94 i 1604-6
- Fabian Quadrantinus 1595-96
- Engelbert Kelerts 1597-1603
- Jan Ambroży Welker 1609-10
- Hieronim Kirstein 1611-12
- Andrzej Bruchman 1612-14
- Andrzej Busau 1615-24
- Fabian Mollerus 1625-26
- Grzegorz Hintz 1641-46
- Andrzej Erenst 1646-50
- Mikołaj Hecker 1652-53
- Andrzej Machowicki 1653-54
- Jerzy Erenst 1654-55
- Jerzy Łoknicki 1667-70
- Maciej Stempel 1670-72
- Andrzej Jung 1673-74
- Jerzy Klaus 1674-75
- Wojciech Graben 1675-76 i 1682-85
- Jerzy Lang 1677-79
- Jan Schmidt (Schmitt) 1679-82
- Jakub Kahl 1685-87
- Andrzej Thatter 1687-88, 1696-1700 i 1715-16
- Szymon Bocchorn 1688-92
- Kasper Radigk 1692-95
- Jan Rochell 1695-96
- Daniel Fridrich 1701-3
- Jan Fook 1703-4
- Marcin Gertner 1704-5
- Tomasz Krüger 1716-17
- Jerzy Stoll 1717-18
- Jerzy Kariger 1718-20
- Jerzy Stillmacher 1720-21
- Wilhelm Schönermark 1721-24
- Michał Nahzer 1724-25
- Szymon Keychel 1726-27
- Jan Miller 1727-28
- Marcin Elsner 1728-29
- Antoni Rogala 1729-31
- Ludwik Karwacki 1731-33
- Piotr Schonenberg 1733-35
- Antoni Jordan 1735-39
- Wojciech Harasch 1740-41 i 1749-53
- Marcin Brzozowski 1741-42
- Paweł Niswandt 1742-43
- Jan Chryzistom Burchert 1743-46
- Stanisław Kmita 1746-48
- Michał Petrykowski 1753-54, 1756-57 i 1763-64
- Jan Hartman 1754-55, 1759-60 i 1767-70
- Andrzej Bordihn 1770-71
- Jan Schüller 1771-72
- Mateusz Schultz 1773-74

## Rektorzy Kolegium
- Krzysztof Strobel 1565-66
- Jan Jakub Astensis 1566-70
- Baltazar Hostounsky 1570
- Filip Widmanstadt 1570-82
- Paweł Boksza 1583
- Fryderyk Bartsch 1584-90
- Jan Uber 1590-93
- Marcin Becanus 1593-97
- Paweł Boksza (1552-1627); 1598-99
- Jakub Egger 1599-1603
- Franciszek Petrosa 1604-8
- Engelbert Kolert 1608-10
- Mikołaj Stadtfeld 1610, zm. 27 IX 1612
- Andrzej Busau (wicerektor) 1612-13
- Andrzej Nakiel 1614-19
- Andrzej Bruchman 1620-23
- Filip Frisius 1623-26
- Jan Berent 1626
- Andrzej Klinger 1636-41
- Jan Rywocki 1641-46
- Grzegorz Hintz 1646-49
- Andrzej Erenst 1650
- Tomasz Klage 1650-53
- Jerzy Prothman 1653
- Mikołaj Hecker 1653-58
- Gorgoniusz Ageison 1658-61
- Jan Blaszkowski 1661-65
- Jan Berent 1665-70
- Jan Blaszkowski 1670-73
- Michael Radau 1673-76
- Grzegorz Schill 1676-81
- Marcin Wobbe 1681-84
- Andrzej Rybski 1684-87
- Leonard Weiss 1687-90
- Tobiasz Arent 1690-93
- Jan Drews 1693-97
- Jan Rochell 1697-1700
- Michał Kirstein 1700-1
- Andrzej Thatter 1700-4
- Jan Schwang 1704-7
- Szymon Bocchorn 1707-10
- Daniel Fridrich 1710-11
- Franciszek Krüger 1711-14
- Jan Rahasch 1714-17
- Daniel Friedrich 1717-18
- Teofil Zabłocki 1718-23
- Marcin Brictius 1723, zm. 25 V 1727
- Urban Alshutt (wicerektor) 1727-28
- Józef Bombek 1728-31
- Piotr Lingk 1731-35
- Józef Bombek 1735-38
- Michał Nahser 1738-44
- Teodor Aucepius 1744-48
- Michał Nahser 1748-54
- Piotr Zimmermann 1754-62
- Wojciech Harasch 1762-65
- Józef Poschmann 1765, zm. 16 VIII 1766
- Maciej Kononowicz 1766-69
- Ignacy Żaba 1769-73
- Józef Schorn 1773-1780